# Villa dei Papi
Villa dei Papi è una costruzione in stile neogotico situata a Benevento, nel quartiere Pacevecchia.
La villa sorge sulle rovine del Convento di Santa Maria della Pace, crollato nel terremoto del 1688. Fu costruita a partire dal 1696 dall'arcivescovo Vincenzo Maria Orsini. Divenuto papa con il nome di Benedetto XIII, questi utilizzò la villa come residenza nei periodi trascorsi a Benevento.
La villa fu poi acquistata dalla famiglia D'Agostino, dal notaio Saverio D'Agostino da Petruro Irpino, quindi passò di proprietà a Pietro Perlingieri, che volle utilizzarla come sede della Banca Sannitica da lui fondata, oggi assorbita dalla Banca Popolare di Novara. Negli anni ottanta quindi furono realizzati alcuni saloni per conferenze.
Successivamente la villa fu abbandonata ed il bosco che la circondava fu quasi tutto distrutto.
Nel 2001 è stata acquistata congiuntamente dal Comune e dalla Provincia: il secolare boschetto, che forma una folta macchia verde, con pregevoli alberi di alto fusto, è stato ricostruito, e la villetta è stata ristrutturata.
La villa è stata utilizzata per convegni e congressi di vario genere, ed è stata sede del MARSec (Agenzia Mediterranea per il Rilevamento Remoto e il Controllo Ambientale).

## Il MARSec

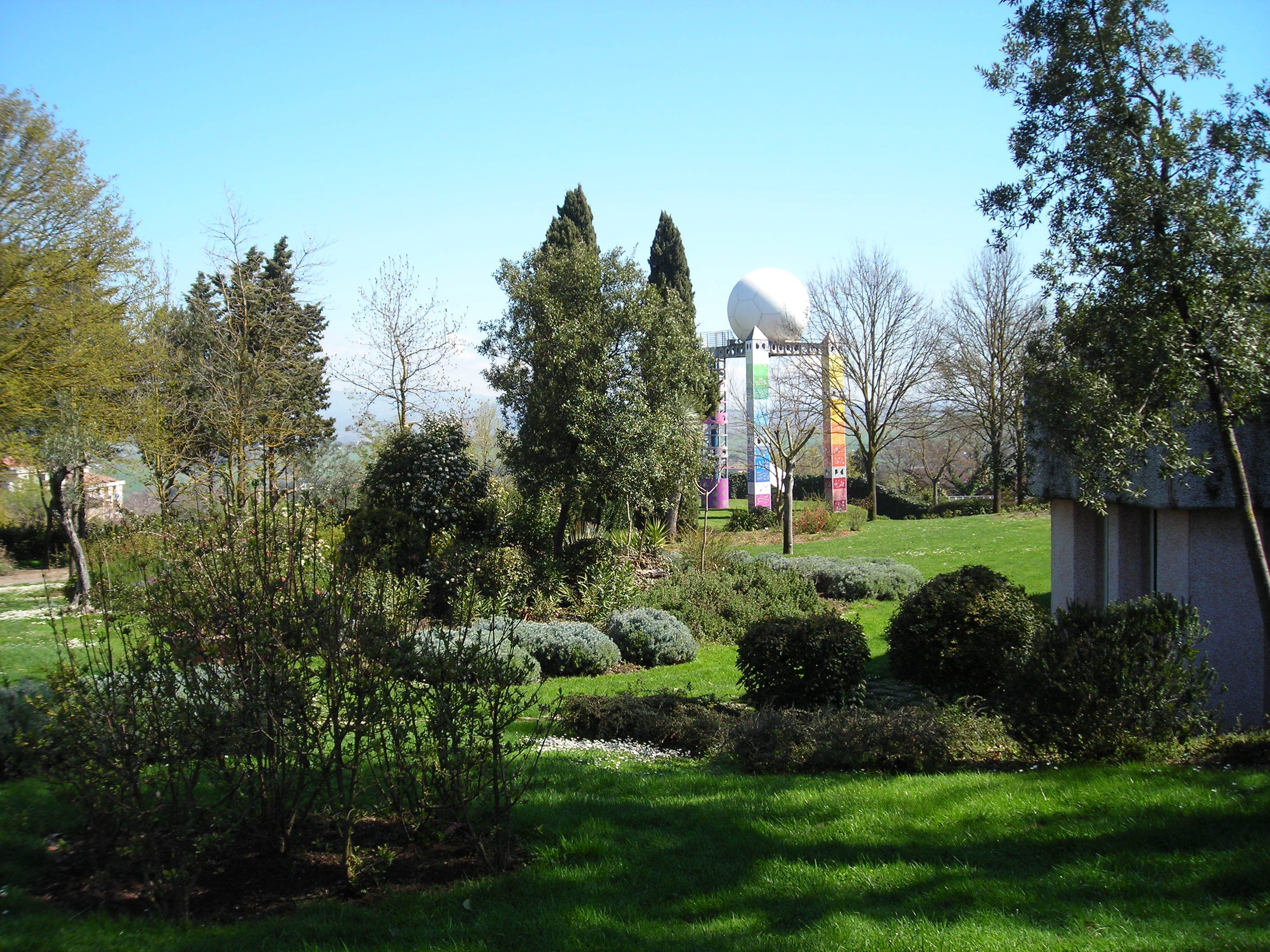
Il giardino retrostante la Villa, con l'antenna del MARSec

La "Mediterranean Agency for Remote Sensing and Environmental Control  Costantino Di Fede" (Agenzia Mediterranea per il Rilevamento Remoto e il Controllo Ambientale, acronimo MARSec) è un ente per il monitoraggio e la ricezione di dati provenienti da satellite, che fa capo alla Provincia di Benevento ha ora sede in Contrada Santa Cumana a Benevento.
Il progetto del MARSec, voluto ed ideato dal Presidente della Provincia on. Carmine Nardone ed elaborato dai professori Domenico Villacci, Innocenzo Pinto e Maurizio di Bisceglie dell'Università degli Studi del Sannio è stato presentato ufficialmente dalla Provincia di Benevento il 15 settembre 2001, attirando l'attenzione delle province circostanti e della Regione Campania. Inaugurato il 14 febbraio 2003, è pienamente operativo da settembre 2004.
Il MARSec riceve dati sul territorio dai satelliti Terra, Aqua, EROS A, EROS B e RADARSAT. È in grado di ricevere ed elaborare informazioni dalle aree del Mar Mediterraneo, dell'Europa settentrionale e del Nordafrica, sfruttando anche sensori posti a terra. I dati vengono utilizzati principalmente per la tutela ambientale, l'aggiornamento cartografico e il controllo dell'agricoltura. Gli utenti principali per il momento sono la Regione Campania, le province di Benevento e Campobasso, il Ministero dell'Ambiente. Tra le partnership internazionali, la NASA e l'Università del Wisconsin.
L'antenna del MARSec è stata realizzata dall'azienda californiana SeaSpace. È costituita da una parabola orientabile automaticamente, protetta da una copertura sferica, e innestata su un traliccio alto 10 m. Su idea dell'artista Salvatore Paladino, esso è stato curato esteticamente per integrarsi nei giardini della villa. È costituito da tre piloni: uno posteriore di servizio, a sezione circolare, e due anteriori a sezione triangolare. Sono suddivisi in fasce dei colori della pace, su ognuna delle quali è disegnato un simbolo, come quelli della terra dell'acqua e del fuoco.